# Brigade des anges
Pour plus de détails, voir Fiche technique et Distribution.
Brigade des anges (titre original : Angels Revenge, mais connu aussi sous le nom de Angels' Brigade ou encore Seven from Heaven) est un film américain, comédie d'action, réalisé par Greydon Clark (qui a aussi participé à l'écriture du scénario), sorti en 1979.
Ce film a été un échec à la fois critique et commercial, se voyant reprocher de n'être qu'un ersatz très moyen de Drôles de dames et d'avoir une distribution composée d'acteurs has-been tels Peter Lawford ou Jack Palance.
Le 11 mars 1995, il a été utilisé pour un épisode de la série télévisée culte Mystery Science Theater 3000 ce qui lui a redonné un début de notoriété après avoir sombré dans l'anonymat. Il fait aussi partie du coffret de DVD Mystery Science Theater 3000 Collection 2 - 4, sorti en 2003.

## Synopsis
Michelle Wilson est une chanteuse de pop-disco, officiant à Las Vegas. Son frère, qui souffre d'une grave addiction à la drogue, est emmené à l'hôpital dans un état très grave, après avoir été molesté par des dealers. Michelle décide alors de combattre les trafiquants de drogue et recrute six jeunes femmes, sportives et cascadeuses, à cet effet…

## Fiche technique
- Titre : Brigade des anges
- Titre original : Angels Revenge
- Réalisation : Greydon Clark
- Scénario : Greydon Clark, Alvin L. Fast
- Musique : Gerald Lee
- Directeur de la photographie : Dean Cundey
- Montage : Earl Watson
- Décors : Paul Harvey
- Direction artistique : Jack De Wolf
- Production : Greydon Clark, Arista Films, World Amusement Company
- Pays d'origine :  États-Unis
- Genre : comédie d'action
- Durée : 97 minutes
- Date de sortie :
  -  : février 1979
  -  : 2 avril 1981
  -  : 6 mai 1981
  -  : 12 novembre 1981
  -  : 15 janvier 1982

## Distribution
- Susan Kiger (en) (VF : Michèle Bardollet) : Michelle Wilson
- Sylvia Anderson (VF : Francine Lainé) : Terry Grant
- Lieu Chinh (VF : Sylvie Feit) : Kako Umaro
- Jacqueline Cole (VF : Annie Balestra) : April Thomas
- Liza Greer (en) (VF : Maïk Darah) : Trish
- Robin Greer (en) (VF : Anne Kerylen) : officier de police Elaine Brenner (Braddock en VF)
- Noela Velasco (VF : Julia Dancourt) : Maria
- Peter Lawford (VF : Edmond Bernard) : Burke
- Jack Palance (VF : Henry Djanik) : Mike Farrell
- Jim Backus (VF : Georges Atlas) : Lindsey March
- Neville Brand (VF : Michel Barbey) : Miller
- Pat Buttram (VF : Jacques Dynam) : Van Salesman
- Darby Hinton (VF : François Leccia) : Sticks
- Arthur Godfrey : lui-même
- Alan Hale Jr. (VF : Jean Violette) : Manny
- Ken Minyard (VF : Jacques Ferrière) : Joe
- Ralph Harris (VF : Maurice Sarfati) : Billy
- Code Palance (VF : Jacques Dynam) : le trafiquant sur la plage

## Récompenses et distinctions

### Nominations
- Saturn Award 2004 :
  - Saturn Award de la meilleure collection DVD (au sein du coffret Mystery Science Theater 3000 Collection 2-4)